# Tu, sanguinosa infanzia
Tu, sanguinosa infanzia è una raccolta di racconti dello scrittore italiano Michele Mari.

## Contenuto
La raccolta è costituita dai seguenti racconti:
- "I giornalini"
- "L'uomo che uccise Liberty Valance"
- "Le copertine di Urania"
- "Mi hanno sparato e sono morto"
- "L'orrore dei giardinetti"
- "Otto scrittori"
- "La freccia nera"
- "Certi verdini"
- "Canzoni di guerra"
- "E il tuo dimon son io"
- "Laggiù"

## Temi
Tutti i racconti compresi in questa raccolta hanno a che fare con l'infanzia dell'autore e con l'infanzia più in generale. "Otto scrittori" è una sorta di gara tra gli otto romanzieri preferiti di Mari, non a caso tutti autori di capolavori dell'avventura marinara (da Herman Melville a Joseph Conrad), alla ricerca spasmodica del perfetto scrittore di mare; in questo caso Mari esplora il mondo delle sue letture da ragazzo. "L'uomo che uccise Liberty Valance" invece è una rimemorazione dei giocattoli più amati nell'infanzia; "Le copertine di Urania" rievoca le paure infantili suscitate dalle illustrazioni di Karel Thole che facevano mostra di sé sulle copertine della storica pubblicazione di fantascienza, letta dal nonno dello scrittore, e dai titoli dei romanzi pubblicati; "L'orrore dei giardinetti" rievoca le paure che attanagliavano Mari da bambino quando la madre lo portava a giocare nei giardini pubblici della sua città natale; "E il tuo dimon son io" è una meditazione sull'insorgere della sessualità che segna la fine dell'infanzia vera e propria.

## Premi e riconoscimenti
Il libro si è aggiudicato i seguenti premi:
- Premio Chiara,[1];
- Premio Palmi[2].